# Häftig fredag
Häftig fredag var ett svenskt ungdomsprogram som gick sent på fredagskvällarna i SVT2 och SVT1 i slutet av 1970-talet och början av 1980-talet. Pontus Platin och Hélène Benno var programledare, och även Kersti Adams-Ray (1978). Den kända intervjun med Magnus Uggla av reportern Lena Alinder-Sohlman (1977) hamnade på 39:e plats i TV-programmet 100 höjdare.
En ung Rolf Sohlman (regissör) åkte runt i USA och gjorde reportage och Börje Peratt gjorde kortfilmen Häftig fredag i Mariefred (1978).

## Medverkande i programmet (i urval)
- Wasa Express
- Chi Coltrane
- Jonas Hallberg
- Frank Andersson
- Roger Rönning
- Steve Gibbons band
- Janis Joplin[2] (postumt, via inspelat material)
- Elton John
- Bette Midler
- Packet
- Lennart Hyland
- Alex Harvey Band
- Rod Stewart
- Ian Dury
- Motors
- Magnus Lindberg
- Magnus Uggla